# Obština Măgliž
Obština Măgliž (bulharsky Община Мъглиж) je bulharská jednotka územní samosprávy ve Starozagorské oblasti. Leží ve středním Bulharsku, převážně na jižních úpatích Staré planiny přecházejících v Kazanlăckou kotlinu, jednu ze Zabalkánských kotlin. Sídlem obštiny je město Măgliž, kromě něj zahrnuje obština 14 vesnic. Žije zde přes 10 tisíc stálých obyvatel.

## Sídla
| - Bănzareto - Boruštica - Dăbovo - Dăržaven - Jagoda | - Javorovec - Julievo - Măgliž (sídlo správy) - Radunci - Selce | - Slivito - Šanovo - Tulovo - Vetren - Zimnica |

## Sousední obštiny
| Růžice kompasu |          | Trjavna        |           | Růžice kompasu |
| Růžice kompasu | Kazanlăk | Sever          | Gurkovo   | Růžice kompasu |
| Růžice kompasu | Kazanlăk | Obština Măgliž | Gurkovo   | Růžice kompasu |
| Růžice kompasu | Kazanlăk | Jih            | Gurkovo   | Růžice kompasu |
| Růžice kompasu |          | Stara Zagora   | Nikolaevo | Růžice kompasu |

## Obyvatelstvo
V obštině žije 10 745 stálých obyvatel a včetně přechodně hlášených obyvatel 12 306. Podle sčítáni 1. února 2011 bylo národnostní složení následující:
- Bulhaři: 6 274 (64.5 %)
- Romové: 2 975 (30.6 %)
- Turci: 323 (3.3 %)
- ostatní: 161 (1.7 %)